# Símbols de Busot
L'escut i la bandera de Busot són els símbols representatius de Busot, municipi del País Valencià, a la comarca de l'Alacantí.

## Escut heràldic
L'escut, sense oficialitzar, de Busot té el següent blasonament:
| « | D'or, un castell sobre penyals al natural; mantellat d'argent, amb un arbre de sinople terrassat del mateix i fruitat d'or en cada mantell; el cap d'or carregat de quatre pals de gules. Va timbrat amb la corona reial espanyola. | » |

## Bandera
La bandera de Busot té la següent descripció:
| « | La bandera de Busot està formada per un pany de color groc amb quatre franges horitzontals de color roig, de manera que les nou divisions siguen de la mateixa amplària, i duu sobreposat al centre l'escut d'armes del municipi timbrat amb la corona reial espanyola. | » |

## Història
Es tracta d'un escut i una bandera creats en els anys 1980-90. L'Ajuntament inicià el tràmit per a dotar-se d'un escut i una bandera. La Reial Acadèmia de la Història (RAH) aprovà els informes previs preceptius, en sessió del dia 23 de novembre de 1990, on donà el vistiplau al projectes d'escut i de bandera elaborats per l'Ajuntament. L'escut però, no ha sigut publicat oficialment.
El castell que hi apareix fa referència a l'antic castell de Busot i els arbres fruiters són una al·lusió a l'economia agrícola de la població. Els quatre pals fan referència a la pertinença de la població fins al segle xix a la ciutat d'Alacant, i que aquesta, com a vila reial que n'era, tenia el privilegi de poder fer servir les armes de l'antic Regne de València. El mateix passa amb les quatre barres de la bandera.